# Triplophysa aliensis
Triplophysa aliensis är en fiskart som först beskrevs av Wu och Zhu, 1979.  Triplophysa aliensis ingår i släktet Triplophysa och familjen grönlingsfiskar. Inga underarter finns listade i Catalogue of Life.